# موریس گومیس
موریس گومیس (انگلیسی: Maurice Gomis؛ زادهٔ ۱۰ نوامبر ۱۹۹۷) بازیکن فوتبال اهل ایتالیا است.
وی همچنین در تیم ملی فوتبال گینه بیسائو بازی کرده‌است.